# Is Born
Is Born (tradotto: è nato) è una raccolta di serie televisive di genere reality incentrate sul "fai da te", prodotte dalla Discovery Channel inglese e presentate dal veterinario-presentatore inglese Mark Evans.
In ogni serie Mark Evans restaura o costruisce (tramite kit, come le Kitcar) un veicolo.

## Lista serie

### Auto
- A Car is Born - Pilgrim Sumo 5.7 litre V8 super car (AC Cobra kitcar)
- A Car is Reborn - 1965 series 1.1 E-Type Jaguar
- A Racing Car is Born - Westfield 1800
- A 4x4 is Born - 1985 four-door Land Rover
- An MG is Born - 1973 MGB Roadster

### Moto
- A Bike is Born - Custom Trike - (A Bike is Born) - Custom Trike (moto con tre ruote: due posteriori e una anteriore, con l'asse posteriore di un Volkswagen Maggiolino)
- A Bike is Born - 1970 Triumph Bonneville T120R - (A Bike is Born) - 1970 Triumph Bonneville T120R
- A Bike is Born - 1942 Harley Davidson - (A Bike is Born) - 1942 Harley Davidson

### Velivoli
- A Plane Is Born - Europa XS (aereo)
- A Chopper is Born - Rotorway Exec 162F (elicottero)

## Trasmissione Italia
In Italia le serie sono andate in onda su Discovery Channel e DMAX con titoli "italianizzati":
- È nata una macchina
- È nata una MG
- È nata una moto
- È nato un aeroplano
- È rinata una macchina

## Curiosità
Nel 2007 Mark Evans presenta Wreck Rescue, un programma in cui il conduttore aiuta alcuni appassionati nel restauro dei loro veicoli "da sogno".